# Bataille d'Elephant Point
Notes
Première grande opération aéroportée de la 44e division aéroportée indienne
Théâtre d'Asie du Sud-Est de la Seconde Guerre mondiale
Batailles
Invasion japonaise de la Birmanie :
- Rivière Bilin
- Pont de la Sittang
- Pégou
- Barrage routier de Taukkyan
- Route Yunnan-Birmanie (Tachiao
- Oktwin
- Taungû)
- Shwedaung
- Prome
- Yenangyaung

Opérations en Birmanie (1942-1943) :
- Arakan
- The Hump
- Chindits
- Nord de la Birmanie et ouest du Yunnan

Opérations en Birmanie en 1944 :
- Chindits (2)
- Admin Box
- U-Go (Imphal
- Sangshak
- Court de tennis
- Kohima)
- Myitkyina
- Mogaung
- Mont Song

Opérations en Birmanie (1944-1945) :
- Meiktila et Mandalay
- Pakokku et Irrawaddy
- Colline 170
- Île de Ramree
- Tanlwe Chaung
- Dracula
- Elephant Point
- Coude de la Sittang

La bataille d'Elephant Point est une opération aéroportée à l'embouchure du fleuve Yangon menée par un bataillon aéroporté composite Gurkha s'étant déroulée le 1er mai 1945. 
En mars 1945, des plans furent élaborés pour un assaut sur Rangoun, la capitale de la Birmanie, comme tremplin sur la voie de la reprise de la Malaisie et de Singapour. Les plans initiaux pour l'assaut sur la ville avaient appelé à une approche purement terrestre de la 14e armée britannique, mais les préoccupations concernant la forte résistance japonaise conduisirent à modifier cette situation avec l'ajout d'un assaut aéroporté amphibie conjoint. Cet assaut, dirigé par la 26e division indienne, remonterait le fleuve Yangon, mais avant de pouvoir le faire, celle-ci devrait être débarrassée des mines japonaises et britanniques. Pour y parvenir, les défenses côtières le long du fleuve devraient être neutralisées, notamment une batterie à Elephant Point.
Cette tâche fut confiée à la 44e division aéroportée indienne, mais la division était au milieu d'une réorganisation et, à ce titre, un bataillon composite fut formé à partir de deux bataillons de parachutistes Gurkha. Le bataillon se rassembla puis s'entraîna tout au long du mois d'avril, avant un largage opérationnel près d'Elephant Point à l'aube du 1er mai.
En avançant vers la batterie, l'une des compagnies du bataillon fut attaquée par des bombardiers américains, faisant de nombreuses victimes. Malgré cet événement inattendu et des pluies torrentielles, le bataillon réussit à attaquer Elephant Point et à neutraliser la batterie après un violent affrontement. Le bataillon resta dans la zone jusqu'au 2 mai, date à laquelle la 26e division indienne mena son assaut amphibie et sécurisa Rangoun.